# Czesław Wycech
Czesław Wycech (Wilczogęby, 20 luglio 1899 – Varsavia, 26 maggio 1977) è stato un politico, insegnante e storico polacco, Maresciallo del Sejm dal 20 febbraio 1957 all'11 febbraio 1971.

## Biografia
Fu membro dei partiti contadini polacchi: il Partito Popolare Polacco "Wyzwolenie", il Partito del Popolo, il Partito Popolare Polacco e il Partito Popolare Unito.